# Hansenochrus acrocaudatus
Espèce
Synonymes
- Schizomus acrocaudatus Rowland & Reddell, 1979

Hansenochrus acrocaudatus est une espèce de schizomides de la famille des Hubbardiidae.

## Distribution
Cette espèce est endémique de Trinité-et-Tobago.

## Systématique
Le nom valide complet (avec auteur) de ce taxon est Hansenochrus acrocaudatus (Rowland & Reddell, 1979).
L'espèce a été initialement classée dans le genre Schizomus sous le protonyme Schizomus acrocaudatus Rowland & Reddell, 1979.
Hansenochrus acrocaudatus a pour synonyme :
- Schizomus acrocaudatus Rowland & Reddell, 1979

## Publication originale
- (en) J Mark Rowland et James R Reddell, « The Order Schizomida (Arachnida) in the New World. II. Simonis and brasiliensis Groups (Schizomidae: Schizomus) », Journal of Arachnology, Lubbock, American Arachnological Society, vol. 7, no 2,‎ 1979, p. 89-119 (ISSN 0161-8202 et 1937-2396, OCLC 2215102, JSTOR 3705277).